# Kościół ewangelicko-augsburski z Bytomia-Bobrka
Kościół ewangelicko-augsburski z Bytomia-Bobrka – drewniany kościół filialny parafii ewangelicko-augsburskiej w Bytomiu-Miechowicach. Znajduje się obecnie w Chorzowie, na terenie Górnośląskiego Parku Etnograficznego.
Kościół znajduje się na Szlaku Architektury Drewnianej Województwa Śląskiego.

## Historia
Kościół wybudowany został w 1932 roku na parceli podarowanej przez Hutę „Bobrek”. Projekt wykonała pracownia architektoniczna Kurta Nietzschego. Świątynia wybudowana została z prefabrykowanych elementów przez firmę Christoph und Unmack z miasta Niska. Na Górnym Śląsku w podobny sposób, przez tę samą firmę, wybudowane zostały kościół ewangelicko-augsburski w Zabrzu-Mikulczycach oraz obserwatorium geofizyczne w Raciborzu.
Wyposażenie kościoła ufundowały parafie ewangelickie w Bytomiu (ambona), Zabrzu (chrzcielnica), Gliwicach (cztery żyrandole) i Wrocławiu (naczynia komunijne). Ołtarz i krzyż ufundowały Zakłady Diakonackie „Ostoja Pokoju” a Huta ofiarowała dywan.
W dniu 23 lipca 2014 roku dach kościoła (wraz z wieżyczką) został zniszczony przez pożar. W 2015 roku świątynia została rozebrana, następnie została przeniesiona do Górnośląskiego Parku Etnograficznego w Chorzowie i w 2017 roku oddana do użytkowania.

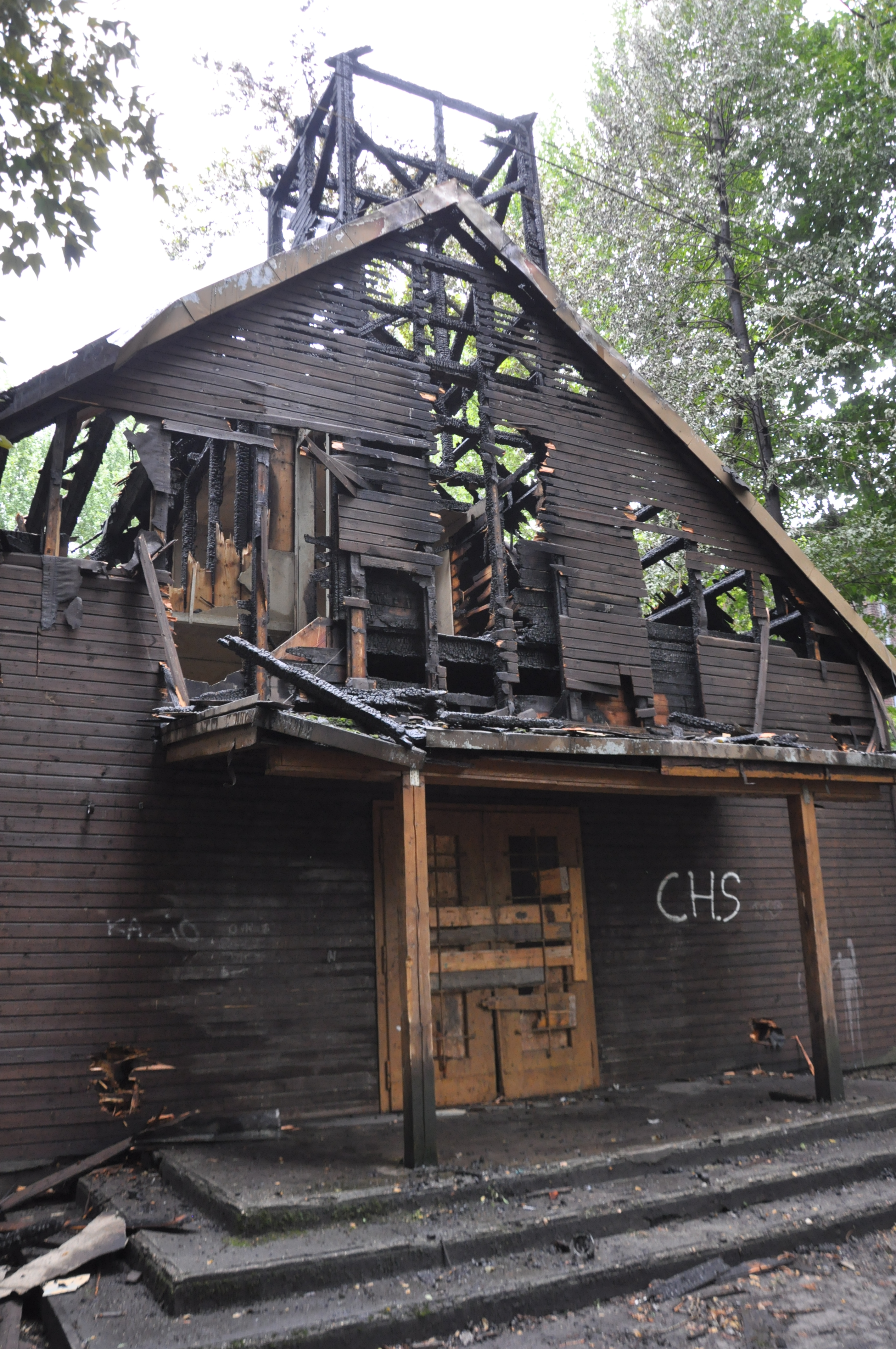
Kościół ewangelicko-augsburski w Bytomiu-Bobrku, stan po pożarze w dniu 23 lipca 2014 roku

## Architektura
Kościół wybudowany jest w technologii prefabrykowanej z warstwowych drewnianych, modułów, na podmurówce z cegły. Orientowany, wybudowany na rzucie prostokąta z wejściem od strony zachodniej. Dach jest dwuspadowy, oparty na wiązarach z drewna klejonego. W fasadzie kościół posiada wieżyczkę z dachem namiotowym zwieńczonym krzyżem. Wnętrze jest 1-nawowe z chórem muzycznym w części zachodniej. Okna są ostrołukowe.